# فصة صرية
الفصة الصرية نوع نباتي يتبع جنس الفصة من الفصيلة البقولية. اسمه العلمي (باللاتينية: Medicago noeana).

## الموئل والانتشار
موطنها المشرق العربي (بلاد الشام والعراق) وتركيا.